# Giovanni Santini
Giovanni Santini (ur. 30 stycznia 1787 w Caprese w Toskanii, zm. 26 czerwca 1877 w Noventa Padovana) – włoski astronom i matematyk.